# Tornado de São Miguel das Missões em 2016
O Tornado de  São Miguel das Missões ocorreu no dia 24 de abril de 2016, afetando a região nordeste do Rio Grande do Sul e danificando muitas residências inclusive o hospital e o museu do Município. O Tornado feriu 8 pessoas da cidade. os locais receberam muita ajuda Estrangeira fazendo que o lugar consiga se reconstruir.

### Classificação
De acordo com a Escala Fujita E a intensidade do fenômeno é debatida entre F2 e F3 com a maioria deles apontando para F3, com ventos de 180 Km/h até 332 km/h.
| Estatísticas               |
| -------------------------- |
| F3 / F2                    |
| Ventos de 180 até 332 km/h |